# 上格
上格（英语：Delative case；缩写：del；来自拉丁语deferre“转介”）是匈牙利语一种格，表达从某物的表面开始的动作（如“扔下桌子”），但也兼有其他意思（如“关于人”），并与本意互相关联（如“从警察局”）。
除显然的脱离一个表面（如桌子）的动作外，匈牙利语上格还用于表达开始于某地的动作：表达（正）来自某地的东西时，来源地获得上格。一般地，匈牙利和大多数匈牙利城市都能变成上格（不能变成上格的外国城市和部分匈牙利城市会得到出格）。
我来自布达佩斯（Budapestről jöttem）。
从匈牙利开来的火车（Magyarország）正在开来（Jön a vonat Magyarországról）。
和匈牙利语中的意思一样（某物或某动作的发源地），芬兰语副词格中也有上格，如：
- täältä -从这里
- tuolta -从那边
- sieltä -从那里
- muualta -从其他地方
- toisaalta -从其他地方、另一方面
- yhtäältä -从某一地方

## 各個格的相對關係
芬兰语、爱沙尼亚语，和匈牙利语等乌拉尔语系常见的方位格如下：
|      | 静止 | 起点 | 终点 | 使役/關係(成份) |
| ---- | ---- | ---- | ---- | --------------- |
| 内部 | 内格 | 出格 | 入格 | 上格            |
| 外部 | 接格 | 离格 | 向格 | 頂格            |